# Rạn san hô vòng Kure
Rạn san hô vòng Kure (tiếng Anh: Kure Atoll, tiếng Hawaii: Mokupāpapa hay Kānemilohaʻi) là một rạn san hô vòng ở cực bắc quần đảo Tây Bắc Hawaii và cũng là rạn san hô vòng cực bắc của thế giới. Rạn san hô này nằm dưới sự quản lý hành chính của quận Honolulu, tiểu bang Hawaii, Hoa Kỳ.

## Tên gọi
Theo Rauzon (2001) thì vào năm 1827, thuyền trưởng người Nga Stanikowitch có thể đã đặt tên rạn vòng này theo tên nhà hàng hải người Nga là Kure. Tuy nhiên, vào thời điểm năm 1835 thì thực thể này được gọi là "Cure Island"; tên gọi "Kure Atoll" như ngày nay là do Ủy ban Địa danh Hoa Kỳ (BGN) đặt.
Có tài liệu cho rằng Mokupāpapa là tên tiếng Hawaii của rạn san hô vòng Kure trong khi nguồn khác cho rằng Kānemilohaʻi mới là tên đúng cho rạn vòng này còn Mokupāpapa là dành cho các bãi cạn Frigate Pháp. Tài liệu của Tượng đài Quốc gia Hải dương Papahānaumokuākea liệt kê rằng cả các bãi cạn Frigate Pháp và rạn san hô vòng đều có hai tên là Mokupāpapa và Kānemilohaʻi. Trong thần thoại Hawaii, Kānemilohaʻi là tên của một trong những người anh của vị thần Pele. Người ta nghĩ rằng trong chuyến du hành từ Kahiki đến Hawaiʻi, Kānemilohaʻi đã ở lại để làm người canh gác tại rạn san hô vòng Kure này (Kimura, 1998).

## Địa lý

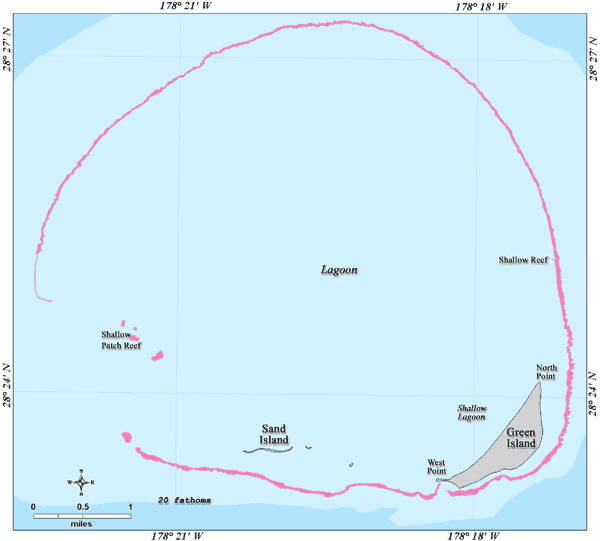
Bản đồ độ sâu rạn vòng Kure

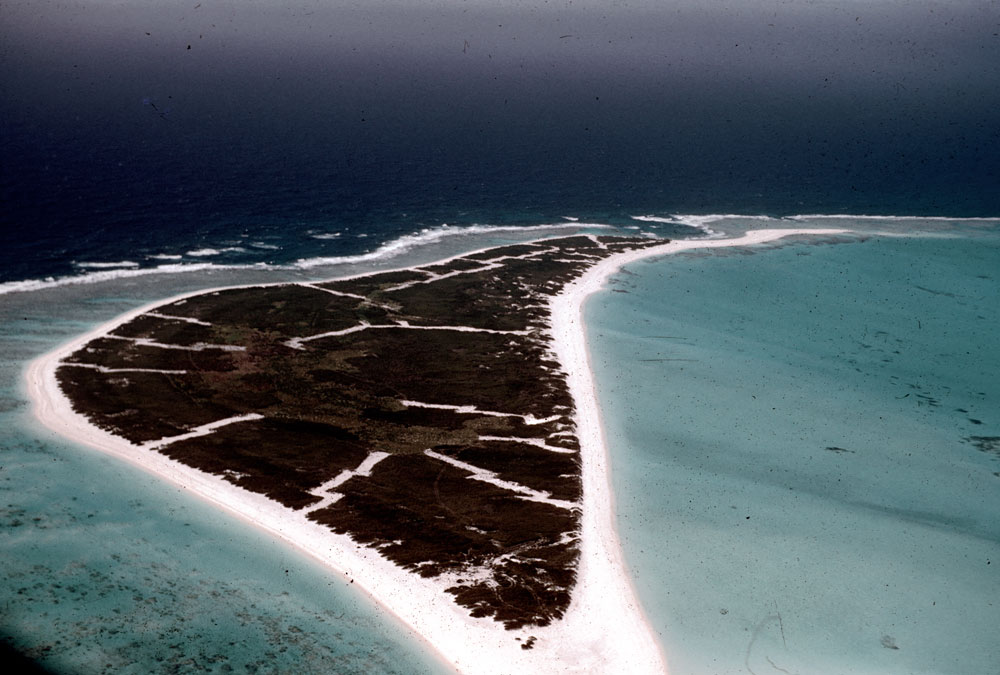
Đảo Green là đảo san hô thuộc rạn vòng Kure.

Nằm cách Honolulu 2.200 km về phía tây bắc và cách rạn san hô vòng Midway 104 km về phía tây, rạn san hô vòng Kure là rạn vòng xa nhất về phía bắc của thế giới và nằm gần điểm Darwin. Tại đây san hô tạo rạn phát triển rất chậm chạp nhưng đủ để bắt kịp với tốc độ sụt lún, giữ cho rạn san hô vòng này tồn tại. Vượt khỏi điểm Darwin, xa về phía tây bắc của rạn vòng Kure là chuỗi núi ngầm Emperor - nơi san hô không thể phát triển ở vùng nước sâu và lạnh.
Rạn san hô vòng Kure có dạng hình tròn với vành san hô đường kính tối đa khoảng 6 hải lý (11,1 km) và chu vi khoảng 15 hải lý (27,8 km). Tổng diện tích đất nổi đạt 0,86 km², trong khi diện tích rạn san hô tính đến độ sâu 100 m là 167 km². Vụng biển có diện tích 46 km², khá nông và sâu không quá 14 m. Phía nam của rạn vòng có một đảo và hai bãi cát. Đảo Green là một đảo san hô được cây cối xanh tốt bao phủ, có chiều dài khoảng 1,5 dặm (2,4 km), chiều rộng chỉ nửa dặm (khoảng 0,8 km), diện tích 0,77685 km² và cao 25 ft (7,6 m). Đảo (bãi cát) Sand rất nhỏ, có diện tích chỉ 1 mẫu Anh (0,4 ha) và định kì bị sóng biển tràn ngập vào mùa đông. Lực lượng Tuần duyên Hoa Kỳ đã xây dựng một đường băng dài 1.200 m và một tháp LORAN cao 625 ft (190 m) trên đảo Green.

## Lịch sử
Năm 1825, thuyền trưởng thuyền buồm Tartar là Benjamin Morrell Jr. tuyên bố "khám phá" ra rạn vòng này. Từ năm 1837, vô số tàu thuyền đâm vào rạn san hô của Kure khiến thủy thủ đoàn mất nhiều tháng mắc kẹt tại đây cho tới khi đóng được tàu bè nhỏ hơn để trở về các đảo chính của Hawaii.
Ngày 20 tháng 9 năm 1886, đặc phái viên James Harbottle-Boyd đi tàu Waialeale đến rạn vòng Kure và tuyên bố chiếm hữu nơi này dưới danh nghĩa vua Kaläkaua và Vương quốc Hawaii. Ngày 7 tháng 7 năm 1898, Hoa Kỳ chiếm hữu rạn san hô vòng này như một phần của Lãnh thổ Hawaii. Năm 1909, tổng thống Theodore Roosevelt lập Khu bảo tồn chim quần đảo Hawaii với Kure là một phần trong đó.

## Sinh thái

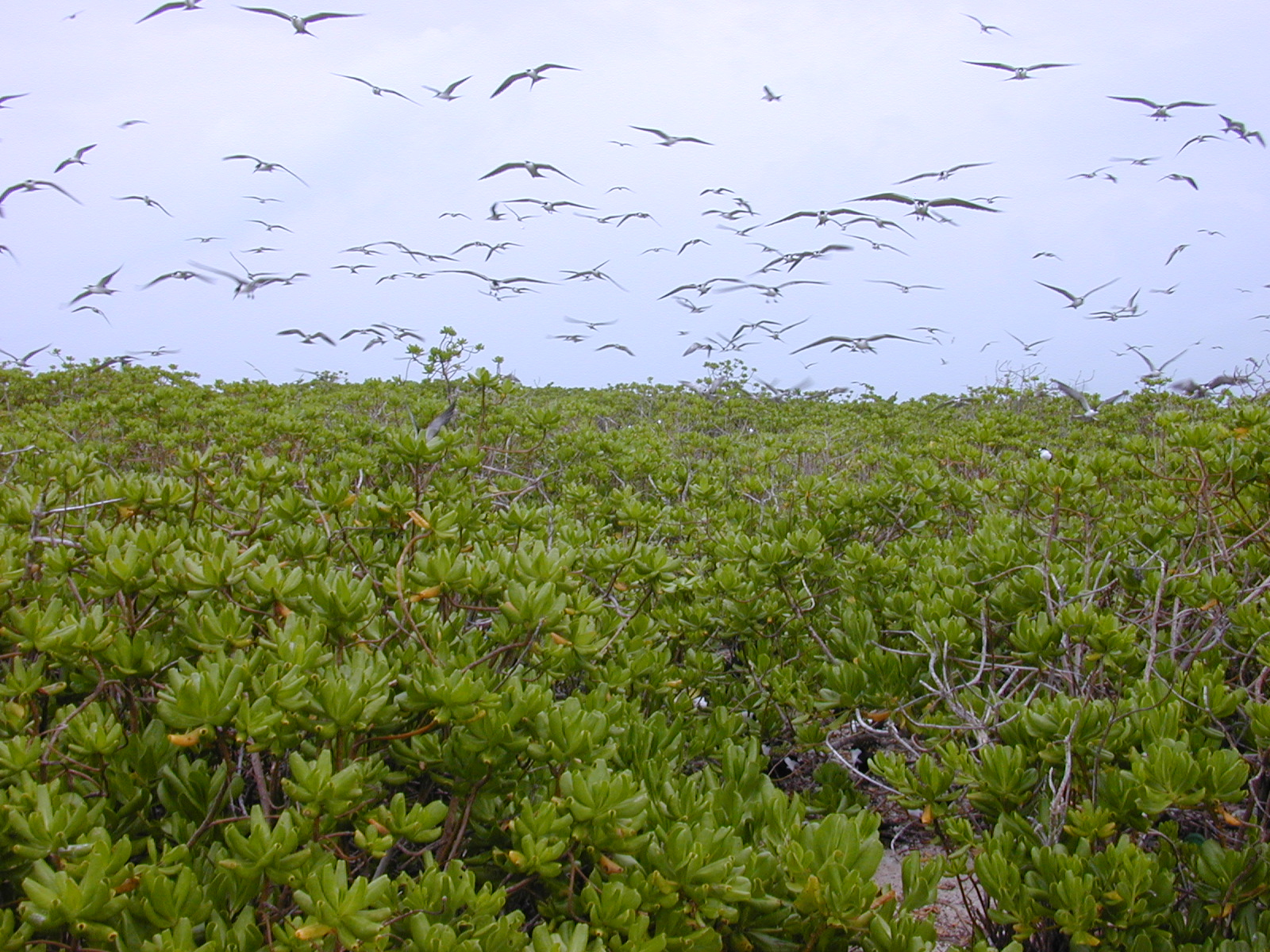
Chim chóc bay lượn phía trên "rừng" cây Scaevola taccada (tức cây bão táp).

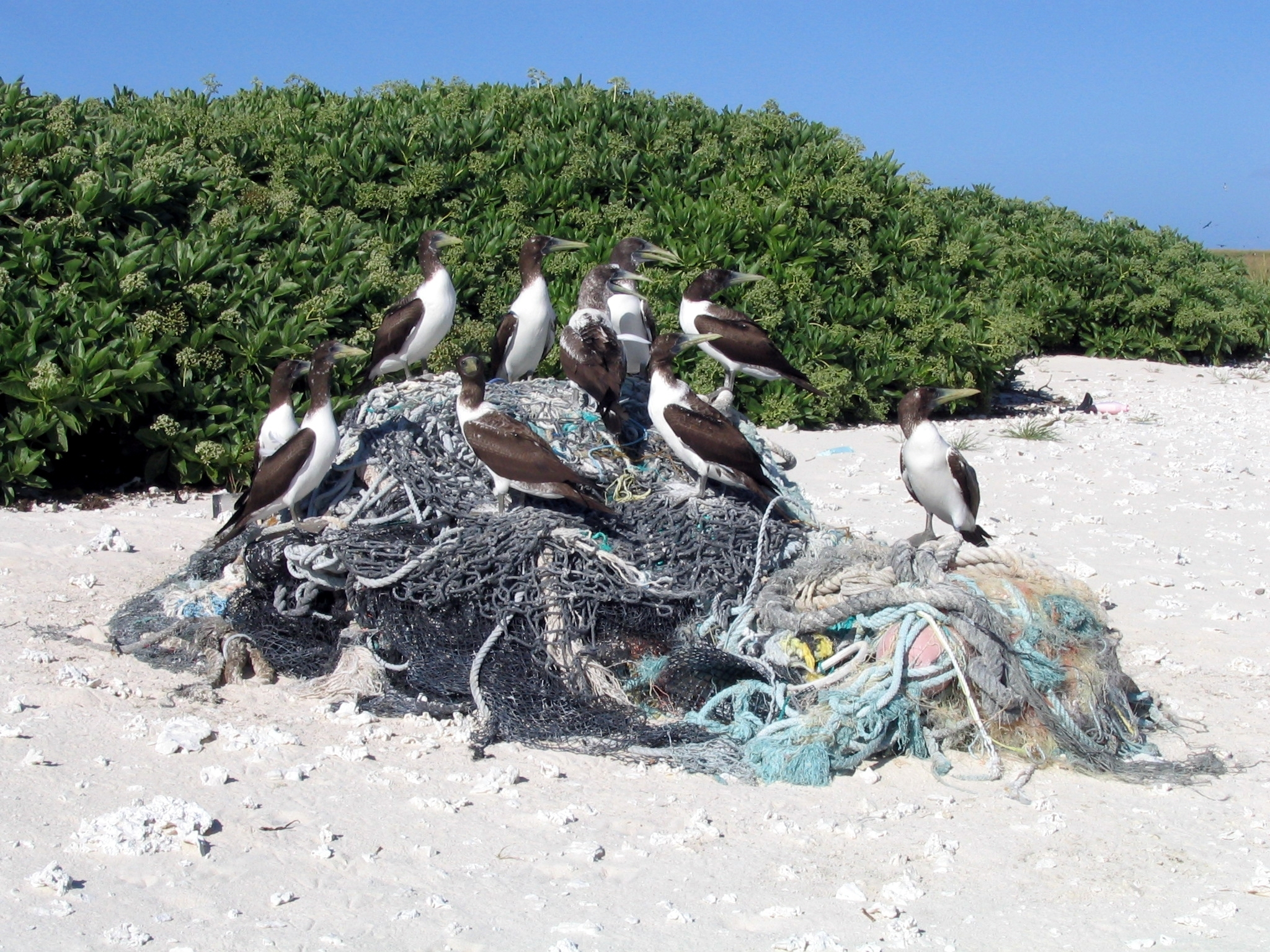
Những chú Sula leucogaster (chim điên bụng trắng) đậu trên đống lưới rác thải.

Người ta ghi nhận 27 loài san hô cứng tại rạn vòng Kure, trong đó Porites compressa, Porites evermanni, Pavona duerdeni và Montipora turgescens có mặt tại nhiều địa điểm trong vụng biển của rạn vòng. Loài sao biển ăn san hô Acanthaster planci có mức độ tập trung dày đặc nhất tại phía ngoài vành san hô phía đông của rạn vòng Kure so với các nơi khác trong quần đảo Tây Bắc Hawaii. Tại Kure còn có nhiều động vật không xương sống lớn như da gai, thân mềm, giáp xác. Kết quả khảo sát của chuyến thám hiểm Tanager năm 1923 ghi nhận được 35 loài côn trùng.
Trong vụng biển và các rạn san hô gần bờ của rạn san hô vòng Kure, có nhiều đàn cá heo, cá mập, cá khế, cá phèn, cá chình moray,...và cả loài quý hiếm Epinephelus quernus bơi lội. Hàng trăm ngàn con chim biển sinh sống và làm tổ trên đảo Green, nhưng chim chóc ở đây ít hơn so với các nơi khác trong cùng quần đảo Tây Bắc Hawaii. Rạn vòng còn là nơi nghỉ ngơi quan trọng của loài hải cẩu thầy tu Hawaii. Sau một giai đoạn suy giảm số lượng vào thập niên 1960 thì nay số cá thể hải cẩu đang tăng trở lại.
Trên đảo Green có 13 loài thực vật có mạch, trong đó có rất nhiều thực vật thuộc chi Scaevola (họ Goodeniaceae) cao 5–6 ft, lá dai màu xanh bóng, hoa và quả đều có màu trắng bao phủ các đụn cát của đảo.

### Đe doạ

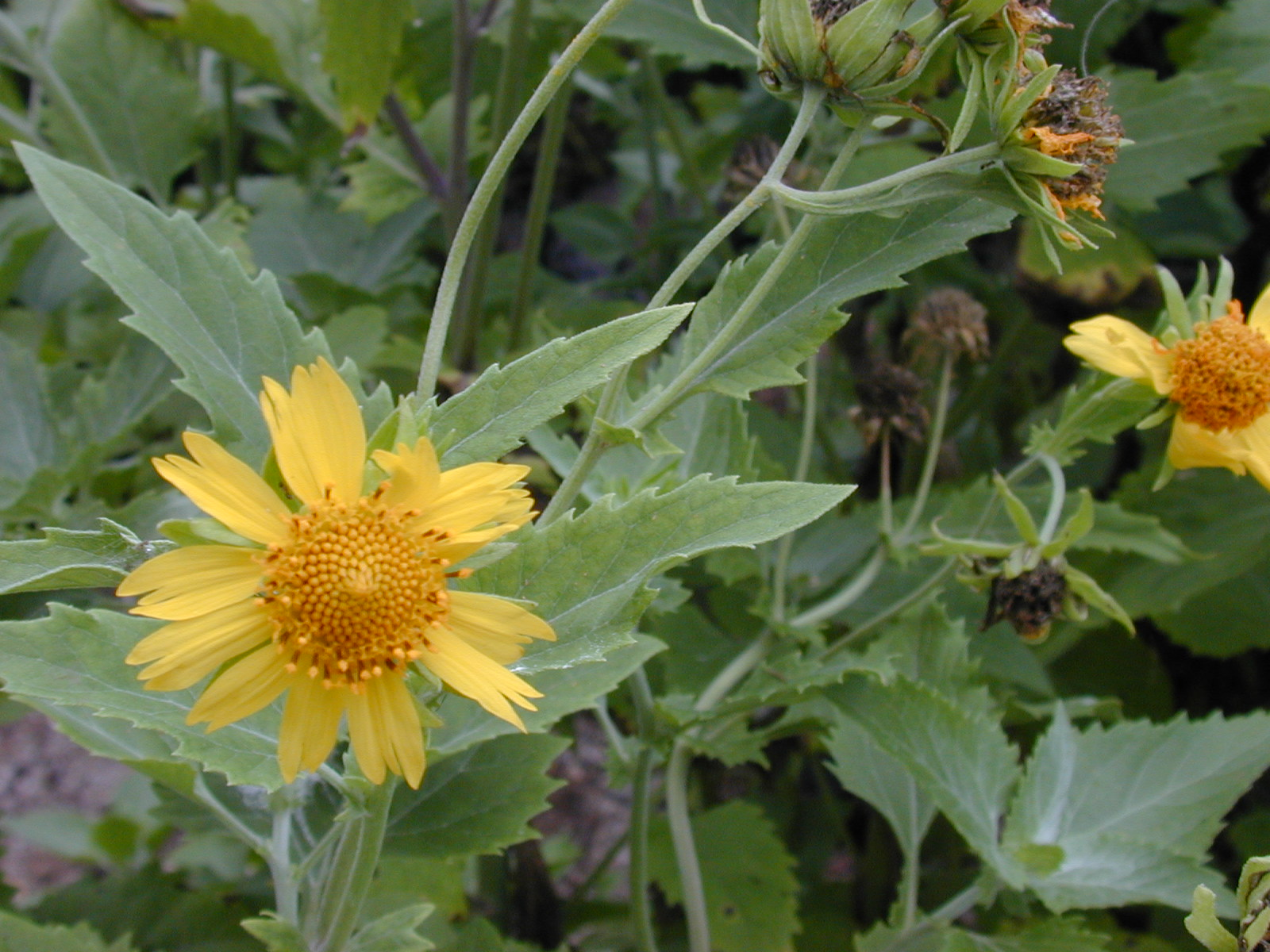
Loài cây xâm lấn Verbesina encelioides

Một điều không may mắn cho hệ sinh thái đảo Green là việc loài kiến xâm lấn Pheidole megacephala bùng nổ về số lượng và tràn ngập khắp đảo. Số kiến này ăn dịch ngọt của côn trùng nhỏ trong bộ Cánh nửa trong khi số côn trùng này lại sinh sản trên loài cây Verbesina encilioides - một loài thực vật ngoại lai và xâm lấn khác. Bên cạnh đó, do nằm trên đường đi của một hải lưu lớn trong Thái Bình Dương nên rạn san hô vòng Kure phải tiếp nhận hàng tấn lưới đánh cá và rác rưởi từ nơi khác đến. Rác thải đại dương là mối nguy đối với cuộc sống của hải cẩu thầy tu, rùa biển, chim biển, cá và tôm.